# Manuel Garcia Correia
Manuel Garcia Correia (Fogo, Cabo Verde, 25 de novembro de 1952) é um eletricista, sindicalista e político português. Foi deputado à Assembleia da República na VI Legislatura, eleito nas listas do Partido Comunista Português pelo círculo de Lisboa. Pertenceu ao Comité Central do PCP.

## Biografia
Enquanto sindicalista, foi dirigente do Sindicato das Indústrias Elétricas do Sul e Ilhas e membro do Conselho Nacional da Confederação Geral dos Trabalhadores Portugueses. Na vertente associativa e ativista, foi presidente da Frente Anti-Racista e da Federação das Organizações Cabo-Verdianas em Portugal.
É membro do PCP desde 1979. No partido, foi membro da direção da organização regional de Lisboa e membro do Comité Central, entre o XIV e XX Congressos (de 1992 a 2016).
Foi deputado à Assembleia da República, na VI Legislatura, eleito nas listas do PCP pelo círculo de Lisboa, e membro da Assembleia Municipal de Loures.